# PAQ
PAQ ist ein Kompressionsprogramm zur komprimierten Archivierung von Dateien, das im Vergleich zu anderen Formaten meist die höchste Datenkompressionsrate aufweist, auf Kosten sehr langer Laufzeiten und hohen Speicherbedarfs.
PAQ ist ein Kommandozeilen-Programm, das quelloffen ist, aber noch über kein eigenes GUI verfügt. Eine solche stellt das Projekt PAQCompress auf Github, FrontPAQ (Entwicklung eingestellt) oder z. B. PeaZip unter Windows und Linux zur Verfügung.
PAQ wurde als PAQAR ursprünglich von Matt Mahoney entwickelt und wird seitdem von verschiedenen Autoren verbessert.

## Eigenschaften des PAQ-Packers
PAQ-8 benutzt context mixing, bei dem Einzelbit-Vorhersagen von einer Reihe von Modellen, kombiniert mit einem neuronalen Netzwerk und arithmetischem Kodieren, verwendet werden. 
Vorher werden die Daten noch einer Text-Vorbehandlung (Text-Preprocessing) unterzogen, unter Verwendung von sieben Bibliotheksdateien (enthalten), die noch durch weitere Sprachen ergänzt werden können.
Bemerkenswert ist die Behandlung von JPEG-Dateien, deren Huffman-Kodierung durch einen leistungsfähigeren Kompressionsalgorithmus ersetzt wird, wodurch JPEG-Dateien verlustfrei weiter komprimiert werden können.

## ZPAQ
Bis PAQ9 wurden sehr viele unterschiedliche PAQ-Versionen entwickelt, die zueinander inkompatibel waren. Am 12. März 2009 wurde der ZPAQ-Level-1-Standard verabschiedet und Version 1.00 veröffentlicht. Zukünftige Versionen sollen damit kompatibel bleiben.